# NGC 1134
NGC 1134 ist eine Spiralgalaxie vom Hubble-Typ Sb mit ausgedehnten Sternentstehungsgebieten im Sternbild Widder am Nordsternhimmel. Sie ist schätzungsweise 164 Millionen Lichtjahre von der Milchstraße entfernt und hat einen Durchmesser von etwa 120.000 Lichtjahren. Gemeinsam mit IC 267 bildet sie ein wahrscheinlich gravitativ gebundenes Galaxienpaar.

Im selben Himmelsareal befinden sich u. a. die Galaxien NGC 1115, NGC 1116, NGC 1117, NGC 1127.
Halton Arp gliederte seinen Katalog ungewöhnlicher Galaxien nach rein morphologischen Kriterien in Gruppen. Diese Galaxie gehört zu der Klasse Galaxien mit vom Kern ausgeschleuderter Materie.
Das Objekt wurde am 16. Oktober 1784 vom deutsch-britischen Astronomen Wilhelm Herschel entdeckt.